# Euphoria lurida
Euphoria lurida är en skalbaggsart som beskrevs av Fabricius 1775. Euphoria lurida ingår i släktet Euphoria och familjen Cetoniidae. Inga underarter finns listade i Catalogue of Life.